# RQ-1 プレデター
RQ-1/MQ-1 プレデター
MQ-1B
- 用途：無人攻撃機（UCAV）
- 分類：偵察機、攻撃機
- 製造者：ジェネラル・アトミックス・エアロノーティカル・システムズ
- 運用者

  -  アメリカ合衆国（アメリカ空軍）
  -  イタリア（イタリア空軍）
  -  イギリス（イギリス空軍）
  -  トルコ（トルコ空軍）
- 生産数：360機
- 運用開始：1995年
- 退役：2018年
- 運用状況：順次退役中
- ユニットコスト：450万USドル-

RQ-1/MQ-1 プレデター（Predator, 英語で捕食者の意）は、ジェネラル・アトミックス・エアロノーティカル・システムズ社製の無人攻撃機（UCAV）。
アメリカ空軍では中高度長時間滞空（MALE）無人機システムに分類されている。2005年にMQ-1に改称された。
主な任務は偵察やヘルファイアミサイルによる対地攻撃（武装型のMQ-1のみ）で、1995年の配備以降ボスニア（セルビア）、アフガニスタン、パキスタン、イラク、およびイエメンで作戦に参加している。
プレデターを改良した機体としてMQ-9 リーパー、MQ-1C グレイイーグル、MQ-20 アヴェンジャーの3機種が存在する。

## 概要
プレデターは無人機4機、地上誘導ステーション（GCS）、衛星通信サイトおよび55人の要員で構成されるシステムであり、初期量産型のRQ-1K無人機を使用するシステムはRQ-1A、改良型のRQ-1L無人機を使用するシステムはRQ-1B（MQ-9 リーパーの試作機であるRQ-1 プレデターBとは異なる）という名称が付けられている。
RQ-1のRは偵察（＝Reconnaissance）、Qは無人機を意味するアメリカ国防総省の記号であり、1は無人偵察航空機の第1作目であることを意味している。また、改良で武装の搭載が可能になったことを反映して2005年にRから多用途を意味するM（＝多用途、マルチ）に名称を変更してMQ-1となった。
2009年の時点でアメリカ空軍の無人機部隊は195機のプレデターと28機のリーパーで構成されている。プレデターとリーパーは外観が似ているが、兵器搭載量や尾翼の形状（プレデターは逆V字、リーパーはV字）で容易に見分けることができる。
アメリカ空軍では、2018年3月までにプレデターをリーパーに置き換え退役させることを発表。これに向け2017年2月よりMQ-1を段階的に廃止し、MQ-9に置き換える準備が開始された。2018年3月9日、プレデターは正式に退役した。

## 機体の開発

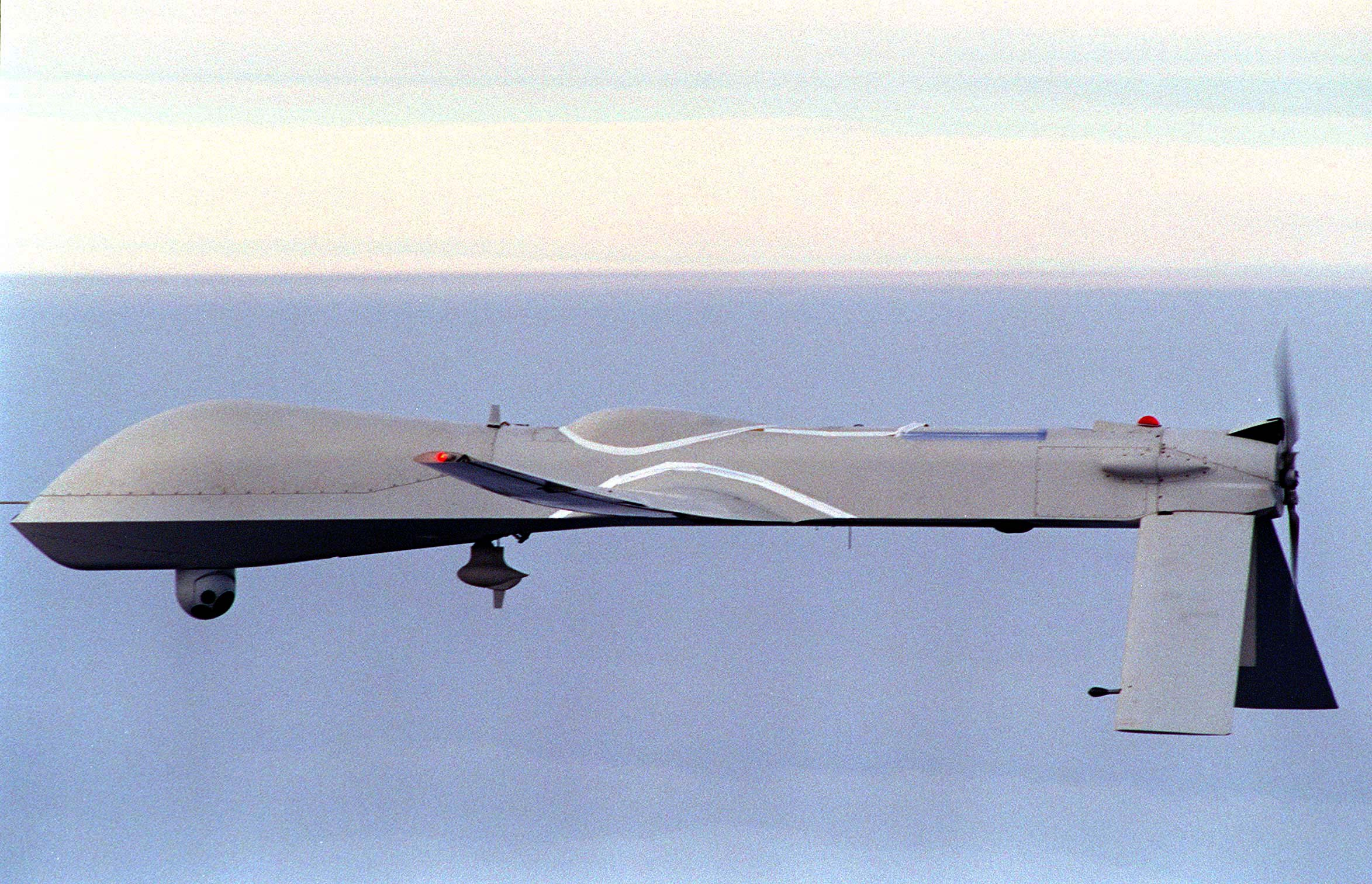
RQ-1 プレデター

1980年代前半からCIAとペンタゴンはそれぞれ無人偵察機の実験を行っていたが、CIAはアメリカ空軍と比べ小型、軽量かつ目立たない無人機を好んでいた。
1990年代前半にCIAはイラク出身でイスラエルからの移民のエイブラハム・カレムの会社であるリーディングシステムズ社（後に破産して米国の軍事企業に買収されたが、CIAはそこから5機のGnat無人機を秘かに購入した）によってDARPAのために開発された無人機アンバー（amber）に関心を示し、その後カレムと無人機用の静音エンジンを開発することで同意した。これがプレデター開発の始まりであり、カレムは後に「ドローンの父」とも呼ばれた。
本格的な開発はジェネラル・アトミックス社が1994年1月にプレデター開発の契約を獲得してから始まり、1994年1月から1996年6月までの間、先進概念技術実証（ACTD）フェーズが行われた。このACTDフェーズの間ジェネラル・アトミックス社から12機のUAV（Gnat750の派生型）と3基の地上誘導ステーションで構成される3つのシステムが購入された。なお、プレデターの初期生産コストは320万ドルだった。
プレデターはACTDフェーズ中の 1995年4-5月に作戦実験を成功させたため、同年7月には早くもCIAがネバダ州ネリス空軍基地の第11偵察飛行隊で訓練を受けた要員を使用しボスニア・ヘルツェゴビナ紛争で混乱するバルカン半島への実戦展開を行うことになった。

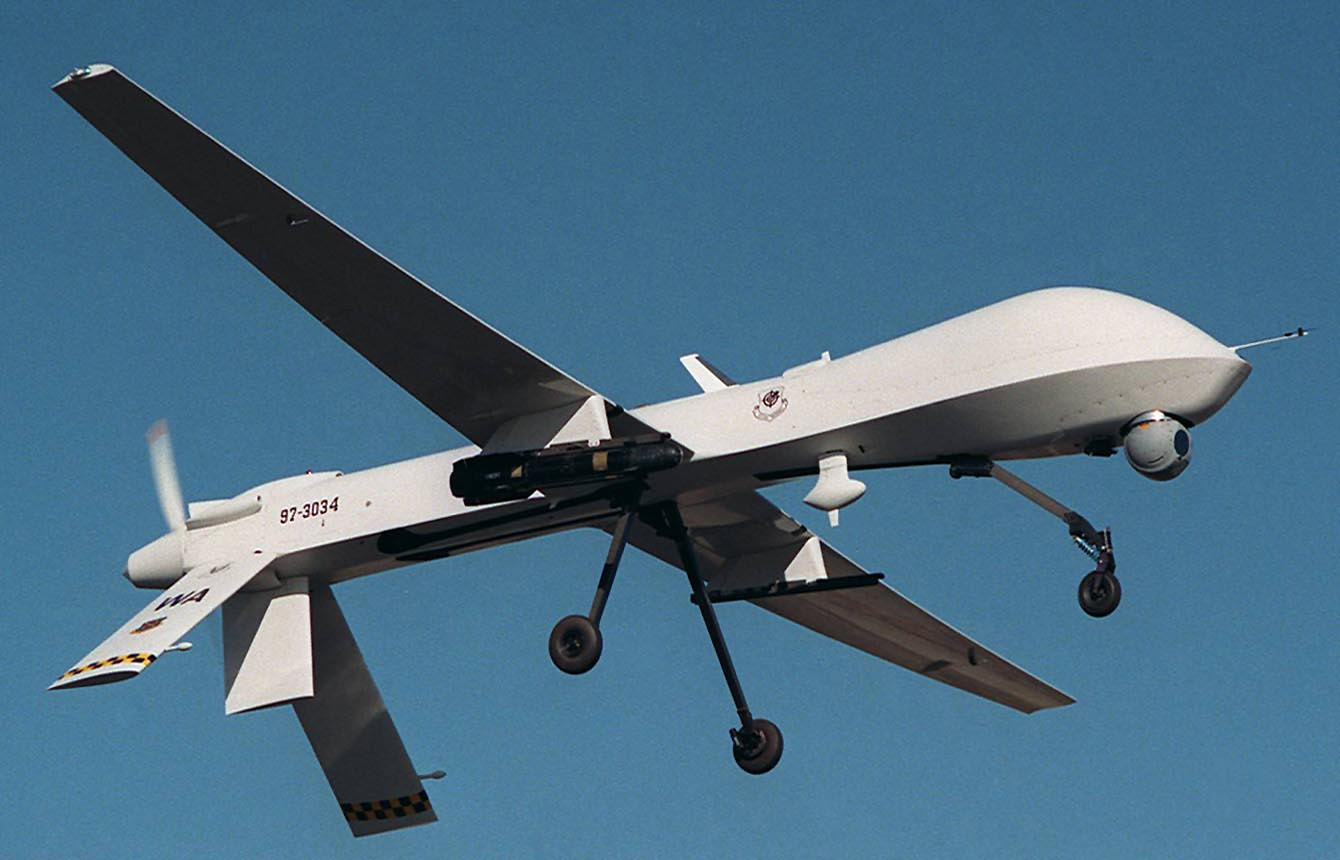
MQ-1 プレデター

2000年からのアフガニスタンにおける活動時には、アメリカ空軍は60機のプレデター（RQ-1K）を購入していたが、すでにそのうち20機を損失していた。 損失した理由として敵に撃墜されたものは僅かで、悪天候、とくに寒冷な気象条件下における損失（ペンタゴンの評論家の中には高い損失率を操作手順のミスだと言う者もいた）が大半であった。このためアメリカ空軍は寒冷な気象条件への対応策として以後調達されたプレデターに改良されたエンジンとアビオニクスの導入および除氷装置の搭載をおこなった。改良された機体は RQ-1L（武装型はMQ-1L）に名称が変更され、この機体を使用するプレデターシステムはRQ-1B（MQ-1B）と呼ばれるようになった。

## 機体の性能

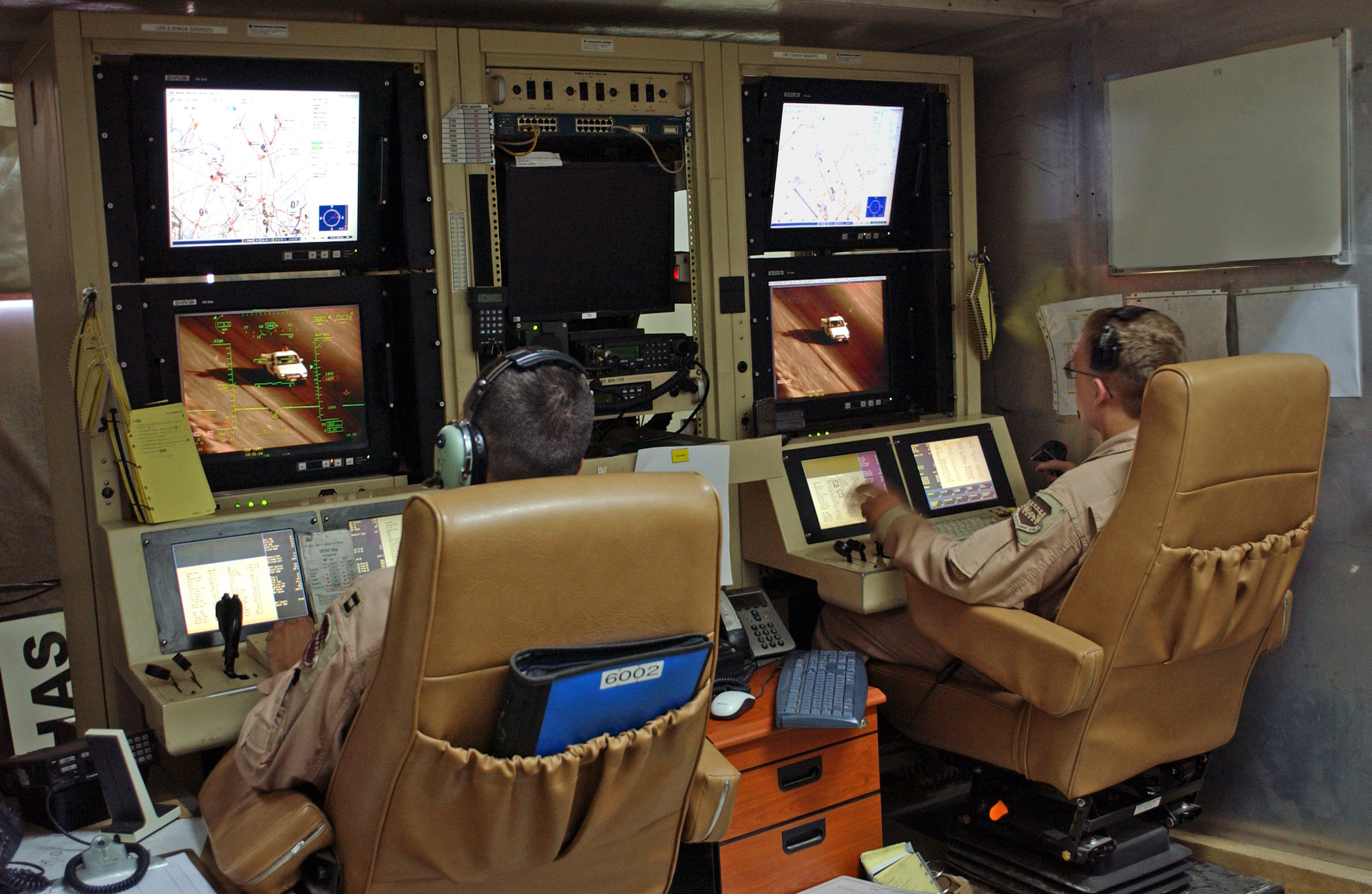
イラクのバラッド空軍基地でMQ-1を操縦するパイロットとセンサー員

プレデターは予めプログラミングされた経路に従い自動操縦で飛行し、C-バンド見通し線データリンクやKu-バンド衛星データリンクを通してパイロットと2人のセンサー員が乗った地上誘導ステーションから管制・遠隔制御される。
ユーゴスラビア紛争における活動時、プレデターのパイロットは無人機を運用する基地（CIAはハンガリーやリトアニアから内密に飛行させていた）の滑走路近くに止めた車両から機体を操縦する必要があった。これは当時プレデターの誘導に使用していた軍事衛星ネットワークの問題で、離陸と初期の上昇飛行の間は直接無線信号で誘導する必要があったからである。しかし2000年以降はE-8 J-STARSの使用などによる通信状況の改善で離陸と上昇の間無線信号で機体を誘導する必要は無くなり、運用地域から遠く離れた場所にある司令部（ラングレーのCIA本部など）からでも機体を完全に制御することが可能となった。
機首にはカラーTVカメラ、赤外線カメラ、 レーザー指示器などで構成されるマルチ-スペクトラル ターゲティングシステム（MTS）が装備されている。レーザー指示器は他の航空機が使用するレーザー誘導爆弾の誘導やMQ-1が運用するAGM-114の誘導に使用される。また、以前は合成開口レーダーを搭載していたが、現在は軽量化のため搭載されていない。
プレデターUAVは6つのパーツに分解して「棺」（the coffin）と呼ばれている箱に収納できる。これにより航空機本体と支援機材すべてをC-130輸送機に搭載して世界中に素早く展開することが可能となっている。
輸出規制の対象になる装備を省いた輸出向けプレデターXPも開発されており、アラブ首長国連邦で採用されている。

## 武装型の開発

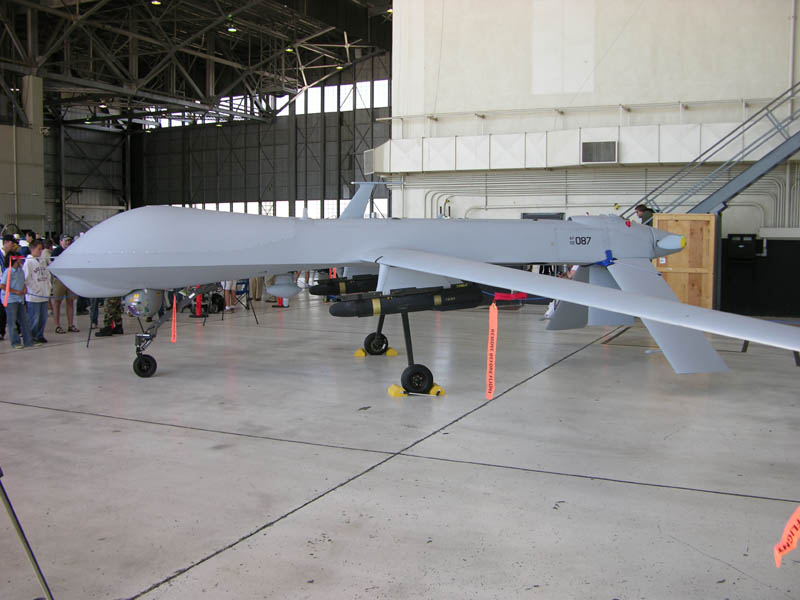
エドワーズ空軍基地のオープンハウスで展示されたMQ-1とヘルファイアミサイル

アメリカ空軍とビッグサファリ（アメリカ空軍の研究機関）は、コソボでの活動後、無人機に攻撃能力を持たせる研究をするために主翼の補強、パイロンの追加、レーザー目標指示器の搭載などの改修をおこなったプレデターを用意した。このプレデターは2001年2月21日に3発のヘルファイア対戦車ミサイルの実射テストを行い、標的の停車した戦車に全弾命中させることに成功した。このプレデターにはその後MQ-1Aの名称が付けられた。
2000年からアフガニスタンでプレデターが行った偵察活動の功績を見た当時のCTC（CIA傘下のテロ対策機関）の責任者コファー・ブラックはオサマ・ビンラディン抹殺に武装型プレデターが使えると考え計画を強く後押しするようになった。彼やCIAの圧力でアメリカ空軍の武装型プレデターの開発ペースは大幅に加速されたといわれている。また、その運用はコファー・ブラックが役員を務める民間軍事会社のブラックウォーターUSAも請け負ったとされる。
武装型プレデターのヘルファイアミサイル発射試験は2001年度中に何度か行われており、6月最初の週にはネバダ州の砂漠でビンラディンの住居を模した建物へのミサイル発射実験まで行われていた。

## 実戦

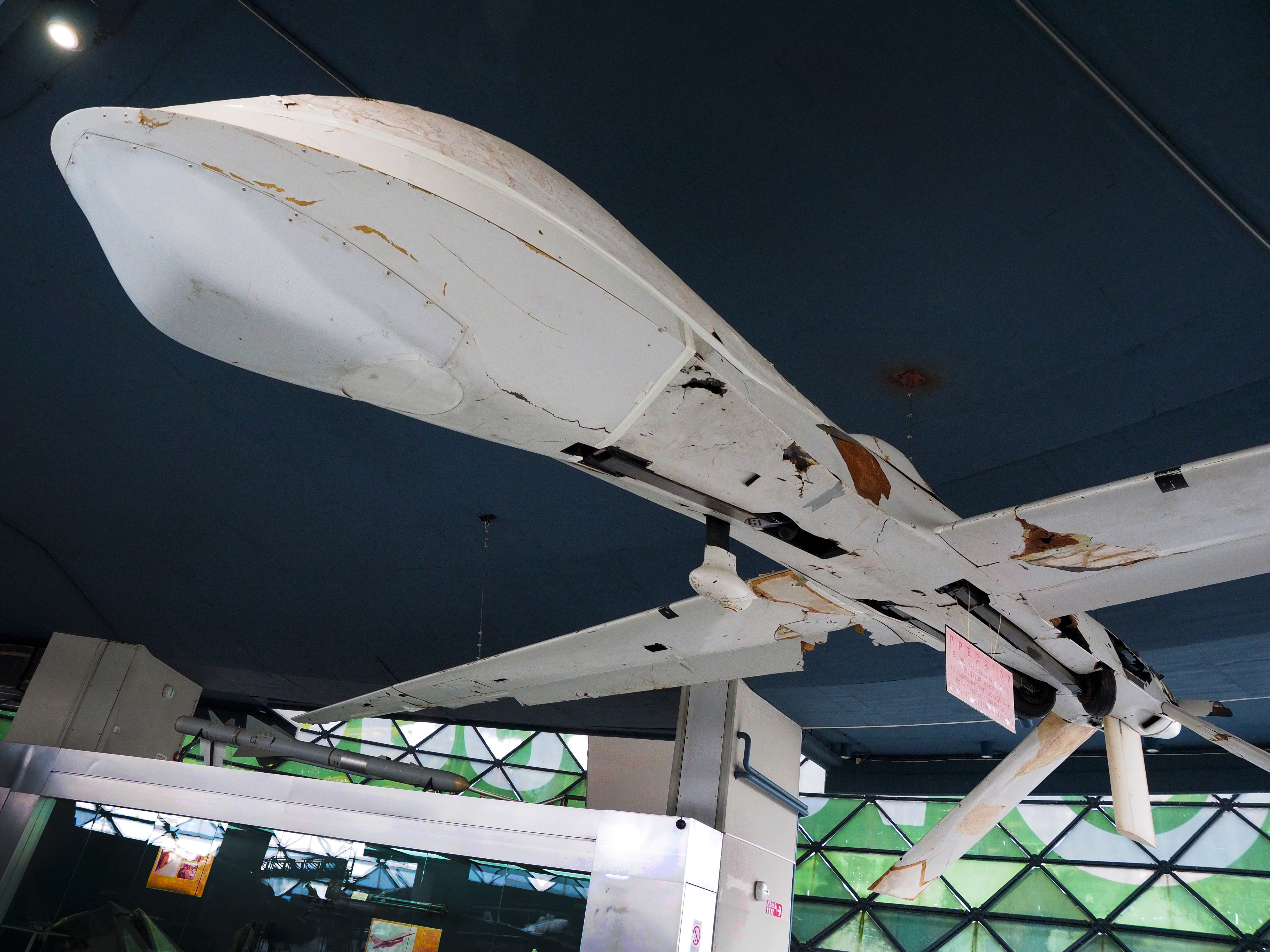
セルビアに撃墜されたRQ-1 プレデター（ベオグラード航空博物館）

1995年、ユーゴスラビア紛争においてアルバニアのジャデル航空基地から出撃して初めて実戦投入され、ボスニアで一部撃墜され、1999年のコソボ紛争でもアライド・フォース作戦で偵察任務中にセルビア軍によって少なくとも3機が撃墜された。
2003年3月、イラク戦争において、スティンガーを搭載した本機がイラク軍のMiG-25と交戦した。この時は先手を取って攻撃したものの、スティンガーは命中せず、MiGにより撃墜された。なおこれは、お互いに対空兵器を装備した有人機と無人機による初めての空中戦とされる。

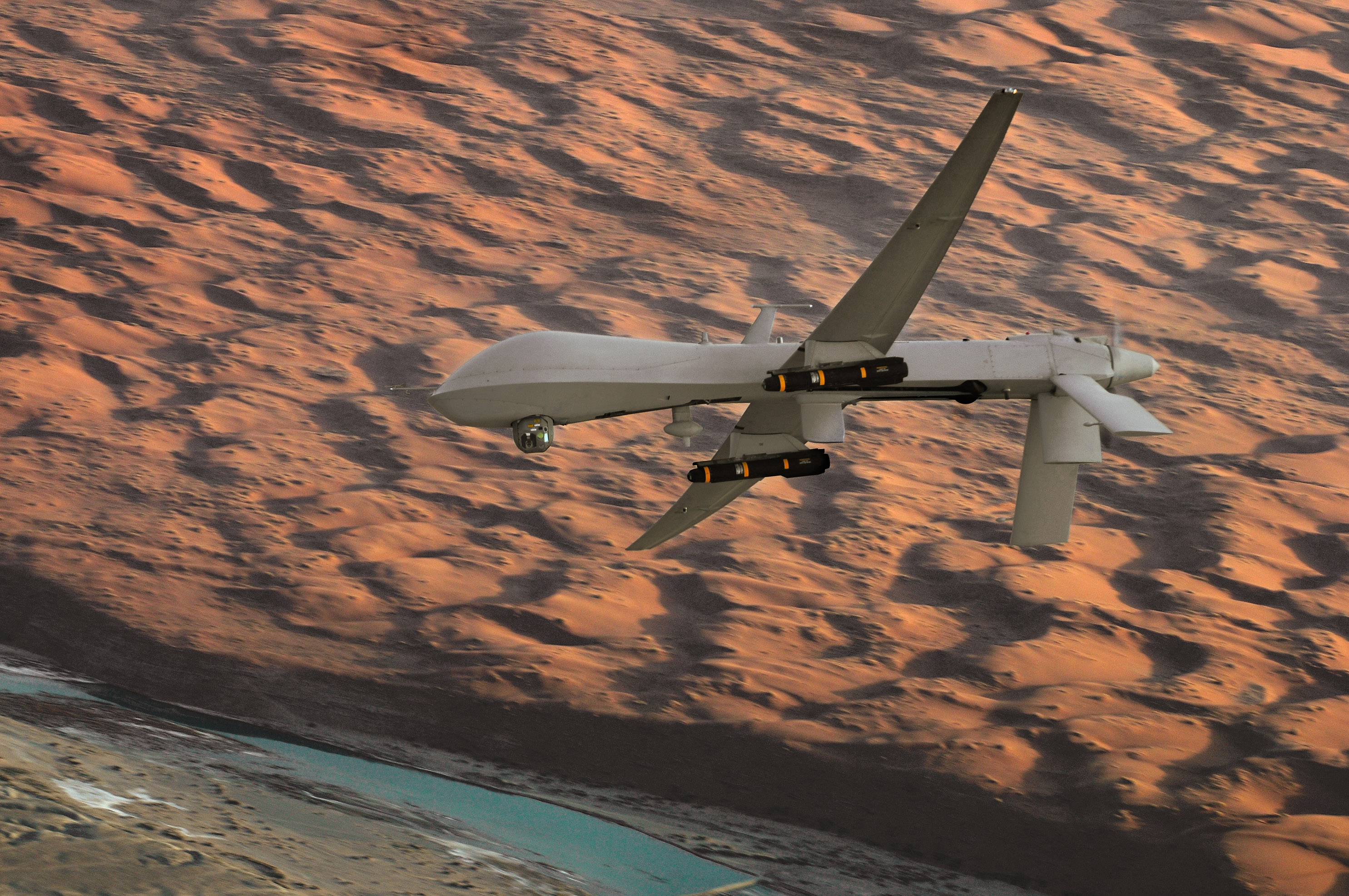
ヘルファイアミサイルを搭載したMQ-1 プレデター

アメリカ政府によるテロ容疑者暗殺作戦ディスポジション・マトリックスの開始を受け、MQ-9とともにアフガニスタンとパキスタンでのターリバーン、アルカーイダ攻撃に積極的に投入されており、2009年8月にパキスタン・ターリバーン運動のバイトゥッラー・マフスード司令官の殺害に成功、2011年リビア内戦ではフランス空軍の戦闘機ミラージュ2000と連携して逃亡中のリビア最高指導者ムアンマル・アル＝カッザーフィーを乗せた車列を攻撃した。

## 運用国

### 現在の運用国
アラブ首長国連邦
- アラブ首長国連邦空軍

 イタリア
- イタリア空軍

 トルコ
- トルコ空軍

 モロッコ
- モロッコ空軍 - 非武装のMQ-1A×4機を導入したと報じられている[17]。

### 過去の運用国
アメリカ合衆国
- アメリカ中央情報局
  - 特別行動センター
- アメリカ合衆国税関・国境警備局

## 仕様

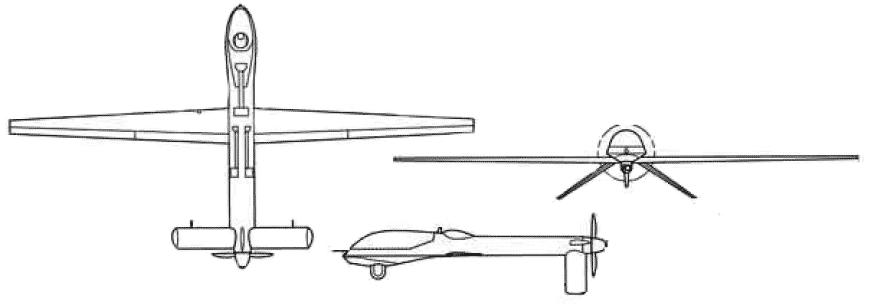
RQ-1 Predator 三面図

### 機体の仕様
- 操縦員（遠隔操作）：2名（パイロット1名、センサー員1名）
- エンジン：ロータックス914F 4気筒エンジン×1、115hp（86kW）
- 全長：27ft（8.22m）
- 翼幅：48.7ft（14.8m）
- 翼面積：123.3sqft（11.5m²）
- 空虚重量：1,130lb（512kg）
- 最大離陸重量：2,250lb（1,020kg）
- 推進式

### 機体の性能
- 最高速度：135mph（117knots, 217km/h）
- 巡航速度：81–103mph（70–90knots, 130–165km/h）
- 失速速度：62mph（54knots, 100km/h）
- 航続距離：3,704km（2,000nm）
- 実用上昇限度：25,000ft（7,620m）

### 武装
※ ハードポイント：2つ
- AGM-114ヘルファイア×2（MQ-1B）
- AIM-92 スティンガー×2（搭載可能機は不明）（MQ-1B）

## 登場作品

### 映画・テレビドラマ
『24 -TWENTY FOUR-』
シーズン4に「RQ-2」の名称で形状が酷似したUAVが登場。テロリストの核弾頭使用に用いられる。外観はRQ-2 パイオニアとは異なり、RQ-4 グローバルホークをミニチュアにしたような形状をしている。
『NCIS 〜ネイビー犯罪捜査班』
空動実験用の模型が登場。
『Unmanned』
優秀なプレデターオペレーターである主人公が、本機による民間人誤爆をきっかけに葛藤する姿を描いた作品。
『イーグル・アイ』
『ザ・シューター/極大射程』
『シリアナ』
『ゴジラシリーズ』
『シン・ゴジラ』
アメリカ空軍のMQ-1が多数登場。最初から撃墜されることを前提として、東京駅付近での「ヤシオリ作戦」にMQ-9 リーパーとともに投入される。ゴジラが飛行物体を無差別に攻撃する特性を利用し、わざと放射線流を撃たせてエネルギー切れで放射線流が出せなくなるようにするため、ゴジラに対してAGM-114 ヘルファイア対戦車ミサイルによる波状攻撃を行う。
『ゴジラ・ザ・リアル 4-D』
対巨大不明生物特殊航空隊（AAA）が運用する機体として登場。核分裂促進特殊薬剤を搭載した新型ミサイル「フィッショナー」を撃ち込むべく、熱線放射によってゴジラの口腔部を開かせるための囮として、大阪に上陸したゴジラに対し攻撃を加える。

『ネイビーシールズ』
アメリカ空軍のRQ-1が登場。コスタリカで捕まったCIAの女性工作員が捕らえられてる小屋を、上空から監視する。
『ボーン・レガシー』
『ホワイトカラー』
会話の中で登場。
『ワールド・オブ・ライズ』
アメリカ本土から操縦するシーンがある。

### アニメ・漫画
『GUNSLINGER GIRL』
新トリノ原発を占拠したテロリストに向けてAGM-114 ヘルファイアを発射する。
『暁のイージス』
楯雁人がジーザスによってダークプリズンから脱出した際に攻撃するが、楯による電磁波兵器によって墜落する。
『雲のむこう、約束の場所』
『まりかセヴン』
第14話「怪獣秘宝館」にて嘉手納基地から遠隔操作されたアメリカ空軍機が大量に登場し、相模湾から発射されたトマホーク巡航ミサイルと併用し、ヘルファイアミサイルを用いて怪獣ガライバに物量攻撃を仕掛ける。
『ヨルムンガンド』
ココとアマーリアが売り込む商品として登場。CIA所属機も登場し、特殊部隊、ナイト・ナインに対して上空から指示を与えるが、ココの操縦するスペルウェールからのスパイク-LR対戦車ミサイルによる攻撃を受けて撃墜される。

### ゲーム
『コール オブ デューティシリーズ』
『CoD:MW2』
ノートパソコンから空対地ミサイルの照準を操作するシーンがある（実際には不可能である）。
『CoD:MW3』
『CoD:MW2』同様に、ノートパソコンから空対地ミサイルの照準を操作できる。

『バトルフィールド4』
任務「千里眼」を達成する事で解放される。紙飛行機のように飛ばし使用する。

『ホームフロント』
ストーリーではラストステージの終盤にて、コンピュータから操作可能。
マルチプレイではAGM-114 ヘルファイアや白リン爆弾を選択可能。また、レベルを上げることにより、単機で索敵用無人戦闘機で出撃可能。

『鋼鉄の咆哮2 ウォーシップコマンダー エクストラキット』
生産国をアメリカにした場合、偵察機枠に艦載機として「UAVプレデター」が登場する。エクストラキット単体で起動した場合でも使用可能。

『大戦略シリーズ』
｢現代大戦略｣を中心に一部の大戦略にA国偵察ユニットとして登場。(ただし、作中ではRQ-1となっているが、ヘルファイアを積んでいるため実際にはMQ-9)